# Darantasia
Darantasia est le nom latin d'une ville gallo-romaine, qui précèda la ville de Moûtiers, dans le département de la Savoie.

## Toponymie
La première mention de Darantasia remonte à fin du IIIe siècle, elle figure notamment sur l'Itinéraire d'Antonin et sur la carte de Peutinger. En 450, on mentionne l'oppidum Tarantasie.

## Histoire
Durant l'Antiquité, la Tarentaise était occupée par les Ceutrons. Jules César négocia avec les Ceurtons le passage de ses armées sur leur territoire. 
À la suite de la conquête romaine des Alpes, le pays des Ceutrons fut placé sous une autorité militaire, puis les Romains établirent la province des Alpes grecques, avec Axima puis Forum Claudi Ceutronum (aujourd'hui Aime), comme capitale,. La voie secondaire romaine figurant sur la table de Peutinger — A Mediolano per Alpes Graias — permet de relier la péninsule italienne, par le col du Petit-Saint-Bernard, Aoste à Vienna (Vienne) ou encore à Genève, en empruntant la haute vallée de l'Isère par Bergiatrium (Bourg-Saint-Maurice), Axima (Aime) et Darantasia (Moûtiers), à travers le  pays des Ceutrons,. 
Darantasia succéda à Axima comme capitale, vers la fin du IIIe siècle,.

### La ville au Haut-Empire
La petite cité se développa de part et d'autre d'un pont, ancêtre du pont Saint-Pierre. Il semblerait qu'il y eût un forum, l'actuelle place du marché, des bâtiments publics qui se trouvaient sous l'ensemble du groupe cathédral,. La Grande-Rue semble correspondre au decumanus et la rue Cardinale au cardo maximus. L'architecte et historien 
Étienne-Louis Borrel effectua des fouilles, en 1897, à l'issue de travaux effectués sous la chapelle du couvent situé rue du Pain-de-Mai. Il découvrit un édifice circulaire — « les murs formant deux cercles concentriques » — pouvant s'apparenter à un temple gallo-romain. 
Cette hypothèse a depuis été remise en cause. Christian Mermet, président de l'Académie de la Val d'Isère, considère « En l'absence de fouilles fiables, il est actuellement impossible de déterminer la nature exacte de l'édifice ». L'historien Jean-Pierre Leguay considère de son côté qu'il « fait penser au primitif baptistère de Darantasia, relié soit à la primitive cathédrale, soit à celle reconstruite au début du VIe siècle par l'évêque Sanctus ».

### La christianisation au Bas-Empire
La tradition rapporte que Honorat d'Arles vint, au commencement du Ve siècle, dans le bourg de Centron. Une lettre du pape Léon Ier datée de 451 permet d'affirmer qu'il y avait un évêque à Darantasia pour le diocèse de Tarentaise qui correspondait au territoire de la civitas Ceutronum. À Darantasia, son disciple supposé, Jacques d'Assyrie, moine de Lérins, est considéré comme celui qui évangélisa la Tarentaise et bâtit une église qu'il dédia à saint Pierre. Il serait ainsi devenu le premier évêque de la vallée.